# RSKホールディングス
RSKホールディングス株式会社（アールエスケーホールディングス、英: RSK Holdings Co., Ltd.）は、日本の認定放送持株会社。岡山県岡山市に本拠を置く山陽放送株式会社が、2019年4月1日に会社分割で放送事業などをRSK山陽放送株式会社に承継し、商号を変えて持株会社に移行した。認定放送持株会社への移行は中国地方では初めての事例だった。

## 概要
山陽放送は1953年に「ラジオ山陽」として開局、1958年にテレビ放送を開始し、1979年に岡山県と香川県のテレビジョン放送の相互乗り入れを開始した。ラジオネットワークはTBSラジオをキー局とするJRNのシングルネットであったが、1997年に文化放送とニッポン放送（双方ともフジサンケイグループ）をキー局とするNRNに加盟しクロスネット体制となった。テレビネットワークはTBSテレビをキー局とするJNNに加盟している。
こうした中、中核となる放送事業はインターネットやスマートフォンの普及や、映像技術の進歩、radikoの開始などによってメディア環境は著しく変化している。当社も、この放送事業の変革期や新社屋建設を契機に、企業としての効率的な体制を検討した。その結果、業容最適化と収益力強化を図るとともに、グループ全体の協調と各社の自立を強化するため、経営組織の整備が必要と判断した。その手段として、2018年5月25日に、放送法第159条第1項に基づく総務大臣の認定を条件とし、会社法757条に基づきテレビとラジオの放送事業を分割準備会社に承継すると発表した。承継先は、同日に設立された「山陽放送分割準備株式会社」（さんようほうそうぶんかつじゅんび）で、2019年4月1日に「RSK山陽放送株式会社」（これまでの「山陽放送株式会社」から、RKB毎日放送やIBC岩手放送同様、略称を冠する社名に変更）に商号変更した。
旧法人である山陽放送株式会社は、2019年4月1日付で法人の商号を「RSKホールディングス株式会社」と改め、グループ各社の経営管理、不動産賃貸事業に特化し、承継先の「RSK山陽放送」やグループ会社の「RSKプロビジョン」と「RSKサービス（山陽放送サービスから商号変更）」が傘下となった。
また、認定放送持株会社の申請の際、香川県高松市を放送エリアとするコミュニティFMラジオ局「エフエム高松コミュニティ放送」を関係する放送事業者として申請している。
なお、認定放送持株会社は全国で10社目で、JNN加盟局ではTBSホールディングス、中部日本放送、RKB毎日ホールディングス、MBSメディアホールディングスに次いで5社目となり、東京都、大阪市、名古屋市、福岡市、北海道の基幹局が集中している5大都市圏以外の放送局では初のことになる。
テレビ・ラジオを分社化したTBSホールディングス・中部日本放送・MBSメディアホールディングスとは異なり、RSK山陽放送の運営体制はRKB毎日ホールディングス同様にラテ兼営を名実共に継続している。
2020年4月にRSK山陽放送の新本社ビル「RSKイノベイティブ・メディアセンター」が完成し、2021年6月6日に本社とテレビマスターが移転、これまでの本社ビルである山陽放送会館はRSK丸の内会館と改称した上でRSKホールディングス本社が残留している。丸の内会館には2023年4月まではRSK山陽放送丸の内オフィスとして同社のラジオ局とラジオマスターがあったが、ラジオマスター更新にあわせて同月10日にRSKイノベイティブ・メディアセンターへ移転、丸の内会館には隣接するRSK第2ビルに入居していた同社の「岡山映像ライブラリーセンター」が同月29日に移転している。

## 資本構成
「RSKホールディングス」および「山陽放送（2019年3月31日以前）」の資本構成。
企業・団体の名称、個人の肩書は当時のもの。出典：

### 2019年3月31日
| 資本金 | 発行済株式総数 | 株主数 |
| ------ | -------------- | ------ |
| 3億円  | 600,000株      | 738    |

| 株主         | 株式数   | 比率   |
| ------------ | -------- | ------ |
| 岡山県       | 60,000株 | 10.00% |
| 山陽新聞社   | 44,000株 | 07.45% |
| クラレ       | 32,000株 | 05.33% |
| 岡山市       | 31,000株 | 05.24% |
| 天満屋       | 24,000株 | 04.02% |
| 倉敷紡績     | 24,000株 | 04.00% |
| 小松原真一郎 | 20,000株 | 03.38% |
| 岡崎共同     | 15,000株 | 02.50% |
| 中国銀行     | 13,000株 | 02.30% |
| 友田重文     | 11,000株 | 01.91% |

### 株式を保有している放送局
2019年3月31日時点。
| 出資企業                     | 株式数    | 計上額      |
| ---------------------------- | --------- | ----------- |
| 東京放送ホールディングス     | 344,048株 | 6億9704万円 |
| 岡山エフエム放送             | 1,200株   | 2561万円    |
| エフエム高松コミュニティ放送 | 300株     | 1343万円    |

| 出資企業         | 株式数  | 計上額   |
| ---------------- | ------- | -------- |
| 電通             | 8,000株 | 3740万円 |
| 岡山ネットワーク | 267株   | 307万円  |